# 杭州经济
目前，杭州经济规模居于中国大陆第八位，在中国省会城市中仅次于广州。2021年，杭州实现地区生产总值18109亿元，比上年增长8.5%。其中，第一、二、三产业增加值分别为333亿元、5489亿元和12287亿元，比上年增长1.8%、8.6%和8.7%。三次产业增加值结构为1.8：30.3：67.9。人均地区生产总值为149857元（按年平均汇率折算约等于2.3万美元），增长5.8%。

## 杭州经济史（1990年以前）
隋朝江南运河的通航，促进了南北经济文化交流，当时杭州“川泽沃衍，有海陆之饶，珍异所聚，故商贾并辏”。唐以后，杭嘉湖地区成为全国主要粮食产地，杭州所产的绯绫、白编绫等，通过丝绸之路远销中亚。当时杭州的官府财政收入占全国总收入的二十四分之一。
五代十国时期，中原战乱纷起，唯独杭州在“保境安民”的吴越国钱氏政权下安定富足，逐渐发展为全国的大都会。其经济支柱是农业、丝织业和商业。官府开办官营织造作坊，进贡中原的丝织品以数万匹计。另外，杭州与邻近的南方各国以及海外的新罗、百济、日本、印度等国都有频繁的海上商贸往来。
1138年，宋室南迁，对杭州的经营建设近150年，使杭州一跃成为全国第一大都会，在当时的世界上仅仅有三个可以影响世界经济的城市，其中杭州为首，另外两个城市是四川省的成都和意大利的威尼斯。丝织业更是进一步发展，官营作坊和民间工场并存，织染技术、生产工具和蚕丝材料都达到当时全国最高水平。南宋官窑生产的青瓷制作精美，对后世的陶瓷业产生了很大影响。
元代,杭州的城市地位逐渐下降，落后于南京、扬州等地，明万历中兴后得到一度恢复，但是明末清初的战争杭州遭受的破坏很大，不过到了清中期，杭州经济恢复发展。清光绪二十二年（1896年），《马关条约》将杭州辟为通商口岸，进出口贸易日趋活跃。清朝杭州丝绸产量位居江南三织造（宁、苏、杭）之首，鼎盛时年产量达6559匹（乾隆十六年）。清末杭州金融业快速发展，胡雪岩的阜康钱庄、浙江兴业银行和中国最早的省银行—浙江银行是其代表。
民国时期，由于沪杭铁路和浙赣铁路通车，杭州成为华东商品的集散中转地。当时杭州工业以丝绸业为主导。1929年的西湖博览会一时刺激了经济发展。在进出口贸易方面，杭州主要依托上海。这一时期，银行业发展较快，杭州成为全省金融中心。抗日战争和国共内战时期，杭州经济再次陷入了低谷。
1949年后，杭州经济逐渐复苏，各行各业基本被国有化，也建立了一批工业企业如杭钢、杭氧、杭州电视机厂、杭州自行车厂等，形成了半山地区的重工业区、城东食品工业区、拱宸桥的轻纺工业区等。1978年改革开放以后，杭州轻工业逐渐占主要地位，其中名牌产品包括丝绸、青春宝牌保健品、西湖电视机、华日冰箱等。1981年，杭州成为全国15个经济中心城市之一。
1982年，杭州确定为全国重点风景旅游城市后，第三产业尤其是旅游业发展较快。

## 当代经济（1990年以后）

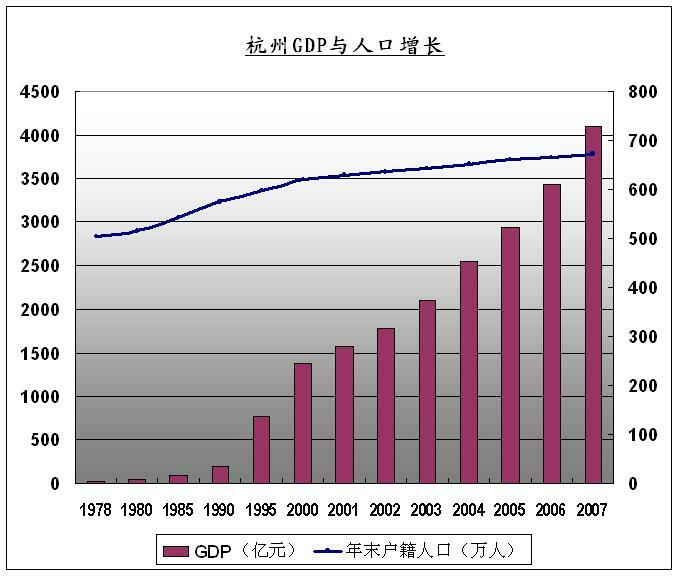
杭州GDP与人口增长（1978-2007）

进入1990年代，杭州经济持续快速增长。民营经济占全市GDP比重在70%左右，经济总量在省会城市中仅次于广州，高于成都，位于全国第二位。國家統計局年鑒數據顯示，該市2007年經濟總量達4100億元，第一、第二、第三產業分別佔4%、50.2%、45.8%。 2008年杭州GDP达到4781亿元，高于青岛市(4409亿元)，低于重庆市（5096亿元）位居全国第八位（省会城市第二位），2010年杭州市辖区GDP已经达到2008年全市水平，为4740亿元，位居全国第七位，低于重庆主城区（5334亿元），高于南京市区（4633亿元）。受欧债危机导致外需减少，出口下降，以及国家调控楼市等一系列宏观调控等影响，从2011年下半年以来杭州GDP增长幅度逐步放缓。再加上国家对中西部地区的政策扶持力度加大，一些中西部大城市经济开始发力，杭州与紧随其后的城市差距缩小。2012年GDP已经从次于重庆市的全国第8位下滑至全国第10位，被成都、武汉超过。但由于杭州商贸型企业居多，因此在人均收入上依然保持较强竞争力。2012年杭州GDP达到7803.98亿元，居全国第10位。
杭州无论城区还是远郊，投资环境优良，几乎每个区县都有实力很强的自主企业，连续多年获得福布斯杂志中国最佳商业城市。2007年5月25日，包括杭州、湖州、嘉兴、绍兴四城市在内的杭州都市经济圈市长联席会议第一次会议在杭州召开，标志着四城市联手打造杭州都市经济圈迈出了实质性的步伐。
杭州目前有杭州经济技术开发区（已轉設為錢塘新區）、萧山经济技术开发区、余杭经济技术开发区和富阳经济技术开发区共四个国家级经济技术开发区，以及一个国家高新区——杭州国家高新技术产业开发区。其中成立于1993年4月的杭州经济技术开发区2011年工业销售产值超过1500亿元，实现地区生产总值358亿元，它不仅是浙江省综合实力最强的开发区，其投资环境与综合评价也连续三年位列全国经济技术开发区十强之列。
位于江干区的钱江新城是杭州市在2000年代開始建设並已形成規模的中央商务区，该地云集了许多摩天大楼，高层写字楼、星级酒店、高档商场、酒店式公寓鳞次栉比，其中主要的地标建筑包括市民中心（杭州市政府新的办公和会议中心）、杭州图书馆、杭州大剧院、杭州国际会议中心、浙江财富金融中心西楼（55层，高258米，是杭州目前最高楼）等。钱江新城核心区是华东地区仅次于陆家嘴金融贸易区的商务中心区。新城核心区于2008年10月正式向市民全面开放。

## 著名公司

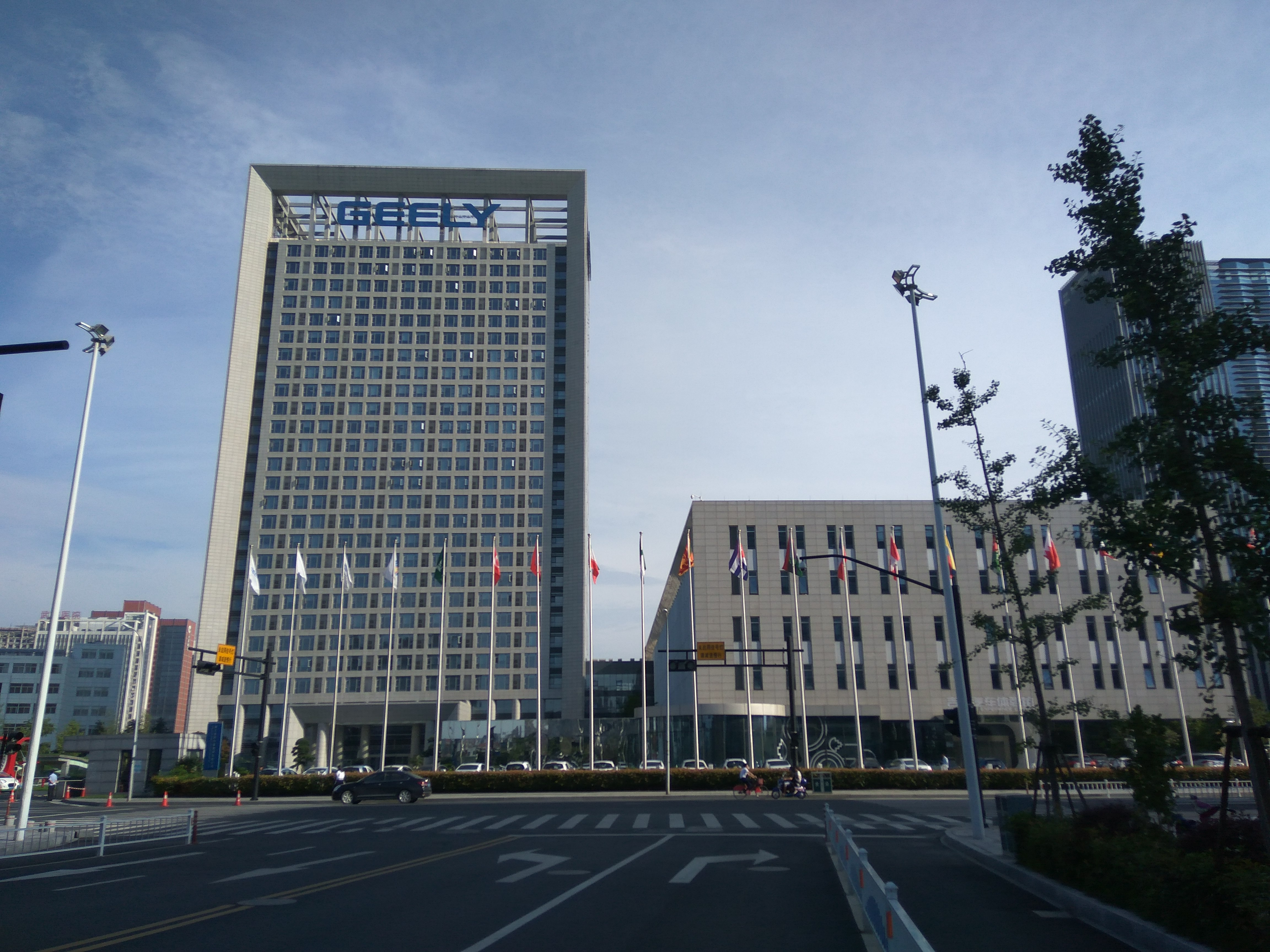
吉利汽车总部

| 排名 | 企业                   | 行政区 |
| ---- | ---------------------- | ------ |
| 1    | 阿里巴巴(中国)有限公司 | 不適用 |
| 2    | 榮盛控股集團           | 萧山区 |
| 3    | 吉利控股集团           | 滨江区 |
| 4    | 浙江恒逸集團           | 萧山区 |
| 5    | 杭州实业投资集团       | 拱墅区 |
| 6    | 杭州钢铁集团           | 拱墅区 |
| 7    | 浙商中拓集团           | 萧山区 |
| 8    | 万向集团               | 萧山区 |
| 9    | 蚂蚁科技集团           | 西湖区 |
| 10   | 传化集团               | 萧山区 |
| 11   | 绿城房地产集团         | 西湖区 |
| 12   | 富冶集团               | 富阳区 |
| 13   | 网易股份集团           | 滨江区 |
| 14   | 中天控股集团           | 上城区 |
| 15   | 海康威视               | 滨江区 |
| 16   | 杭州城投               | 拱墅区 |
| 17   | 杭州锦江集团           | 拱墅区 |
| 18   | 巨星控股集团           | 上城区 |
| 19   | 滨江房产集团           | 滨江区 |
| 20   | 东南网架集团           | 萧山区 |